# Psectrosciara brevistylis
Psectrosciara brevistylis är en tvåvingeart som beskrevs av Cook 1958. Psectrosciara brevistylis ingår i släktet Psectrosciara och familjen dyngmyggor.
Artens utbredningsområde är Iran. Inga underarter finns listade i Catalogue of Life.